# Michaił Olminski

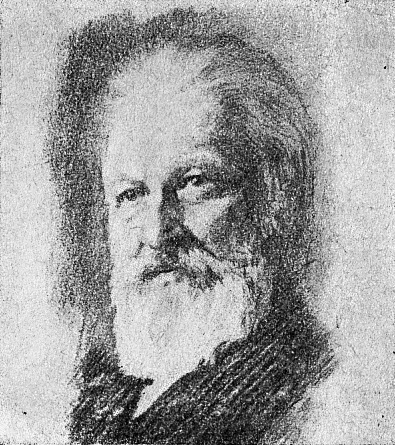
Portret Michaiła Olminskiego (autor nieznany)

Michaił Stiepanowicz Olminski (Aleksandrow) (ros. Михаи́л Степа́нович Ольми́нский (Александров), ur. 3 października?/15 października 1863 w Woroneżu, zm. 8 maja 1933 w Moskwie) – rosyjski i radziecki dziennikarz, rewolucjonista, polityk.

## Życiorys
Studiował na Uniwersytecie Petersburskim, działał w Narodnej Woli, za co w 1885 został aresztowany i skazany na zesłanie do Woroneża, 1894 został ponownie aresztowany i w 1898 skazany na zesłanie do obwodu jakuckiego. Od 1898 należał do SDPRR, 1904 wyemigrował do Szwajcarii, po powrocie do Rosji w 1916 został członkiem Moskiewskiego Obwodowego Biura SDPRR(b), później redaktorem pisma "Gołos Pieczatnogo Truda". W marcu 1917 został członkiem Piotrogrodzkiego Biura KC SDPRR(b) i Moskiewskiego Komitetu SDPRR(b), w listopadzie 1917 był członkiem Zamoskworieckiego Komitetu Wojskowo-Rewolucyjnego, a od grudnia 1917 członkiem Kolegium Ludowego Komisariatu Finansów RFSRR, 1918-1920 należał do kolegium redakcyjnego "Prawdy". W 1918 został profesorem Akademii Socjalistycznej, następnie Akademii Komunistycznej, od 1920 do 1 grudnia 1921 kierował Wydziałem Historii Partii przy Ludowym Komisariacie Oświaty RFSRR, a od 1 grudnia 1921 do 1924 Wydziałem Historii Partii przy KC RKP(b). W latach 1922–1931 był przewodniczącym Stowarzyszenia Starych Bolszewików, a także redaktorem pisma "Proletarskaja Riewolucija", 1928 został członkiem dyrekcji Instytutu im. Lenina.